# Pristomerus panti
Pristomerus panti är en stekelart som beskrevs av Rao 1953. Pristomerus panti ingår i släktet Pristomerus och familjen brokparasitsteklar. Inga underarter finns listade i Catalogue of Life.